# Лий (окръг, Кентъки)
Вижте пояснителната страница за други значения на Лий.
Окръг Лий (на английски: Lee County) е окръг в щата Кентъки, Съединени американски щати. Площта му е 546 km², а населението - 7916 души (2000). Административен център е град Бийтивил. Окръг Лий е окръг в който не се продава алкохол.